# Playa de Compostela
La Playa de Compostela es una playa de la localidad de Carril, en el municipio de Villagarcía de Arosa (provincia de Pontevedra, Galicia,  España).

## Descripción
Las playas de Compostela y de la Concha comienzan en el Puerto de Villagarcía de Arosa, y terminan en la vecina localidad de Santiago de Carril.
Es una playa urbana, que gozó de bandera azul algunos años. La playa de la Concha pertenece a Villagarcía de Arosa mientras que la deCompostela a Carril. En la actualidad están unidas, después de los diferentes rellenos realizados.
Miden más de 3 kilómetros de longitud, y por todo el perímetro de la playa discurre un paseo marítimo muy concurrido.
La playa discurre paralela a un conjunto de viviendas y apartamentos que limitan la Avenida de Rosalía de Castro por su lateral izquierdo en dirección a Carril.
Esta playa es muy concurrida en verano. A ella antiguamente acudían en masa los habitantes de Santiago de Compostela, ya que se encuentra a pocos metros de la estación del tren. De ahí su nombre.
La playa se encuentra en la ría de Arosa. La más larga de las Rías Bajas gallegas, famosa por su marisco, turismo y belleza, y cruzando la bella ría se encuentra la Sierra ddel Barbanza, muy visible desde la playa.
Las vistas de la playa son, al norte, la bella villa de Carril, y el Río Ulla; al sur, el puerto de Villagarcía y Vilaxoan, una villa marinera; al oeste, la Ría de Arosa y el Océano Atlántico, también al fondo de la ría las sierras de Barbanza; al este, los montes de Villagarcía, como el monte Xiabre que oscila sobre los 650 metros, y los edificios de la ciudad, en algunos casos de más de 10 pisos.
La calidad del agua en estas dos playas se clasifica como buena para la playa de la Concha y como excelente para la playa de Compostela, según la última clasificación de la Dirección General de Salud Pública de la Junta de Galicia para el año 2023.